# Park miejski im. Stanisława Staszica w Kielcach
Park miejski im. Stanisława Staszica – kielecki park, jeden z najstarszych parków w Polsce, leżący w centrum miasta u południowego podnóża Wzgórza Zamkowego, liczący 7,9 ha powierzchni. Jest ograniczony ulicami: Jana Pawła II od wschodu, Ogrodową od południa, Paderewskiego od zachodu, Solną, Staszica oraz Zamkową od północy. W zachodniej części parku znajduje się staw określany mianem ‘podzamecki’ o powierzchni 1,1 ha, mający na środku fontannę z ozdobnymi dyszami w kształcie ryb. W dawniejszym okresie znajdowała się nad nim przystań, a po samym stawie można było pływać na łódkach.
Na terenie parku znajduje się kilka pomników: figura św. Jana Nepomucena z XVIII wieku, pomnik Stanisława Staszica z 1905 roku, pomnik Stefana Żeromskiego z 1953 roku, rzeźba „Przysięga miłości” z 1973 roku umiejscowiona tuż przy uchodzącym do stawu źródle Biruty, któremu nazwę dała ukochana Marcina Borowicza – bohatera „Syzyfowych prac” Stefana Żeromskiego. Przy ulicy Solnej ograniczającej park od północy stoi pomnik upamiętniający wydarzenie z 15 czerwca 1944 roku, jakim było wykonanie pod budynkiem Gestapo wyroku śmierci na Franzu Witku – szefie tutejszych konfidentów – przez żołnierzy Armii Krajowej dowodzonych przez ppor. Kazimierza Smolaka, pseudonim „Nurek”.
Koło Pałacu Tomasza Zielińskiego znajdowała się w latach 2004–2019 ptaszarnia z ptakami ozdobnymi, następnie zlikwidowana.
W parku znajduje się około 1300 drzew i krzewów tworzących drzewostan mieszany, w skład którego wchodzą: kasztanowce, jesiony, lipy, klony, wiązy oraz robinie akacjowe. Niektóre z tych drzew liczą sobie ponad 100 lat.
Przez park przechodzi  czerwony szlak miejski prowadzący przez zabytkowe i ciekawe turystycznie miejsca miasta Kielce,  niebieski szlak spacerowy prowadzący z ulicy Zamkowej na Stadion Leśny oraz  zielony szlak spacerowy prowadzący z ulicy Zamkowej na Bukówkę.

## Historia
Pierwsze wzmianki na temat kieleckiego parku pojawiły się w 1804 roku. Opisany został jako użytkowo-ozdobny ogród włoski posiadający na swym terenie staw, alejki z altankami oraz ogród kuchenny. W roku 1818 w parku wytyczono główną aleję biegnącą od wejścia przy obecnej ulicy Jana Pawła II do stawu oraz sieć rozchodzących się promieniście alejek. W 1821 roku pojawiła się propozycja utworzenia publicznego ogrodu, która doczekała się realizacji w roku 1830, kiedy to Rada Administracyjna Królestwa Polskiego zadecydowała o przekazaniu ogrodu do użytku publicznego oraz określiła jego kształt i położenie. Po tej decyzji rozpoczęto porządkowanie i urządzanie terenu parku oraz budowanie ogrodzenia wokół niego. Przy pracach projektowych zaangażowani byli kieleccy architekci: Wilhelm Giersz, Karol Meyzer i Aleksander Dunin-Borkowski. Ówczesne prace porządkowe zostały przerwane przez powstanie listopadowe. W 1835 roku na terenie parku stanęły przywiezione z dziedzińca przed klasztorem Cystersów w Jędrzejowie dwie rzeźby z okresu baroku. Jedną z nich, stojącą do dzisiejszego dnia koło stawu, jest figura św. Jana Nepomucena z XVIII wieku, której autorem jest jeden z kieleckich rzeźbiarzy – Jakub Kornecki. W 1837 roku opiekę nad parkiem objął Maksymilian Strasz. Przeprowadzono w tym okresie porządkowanie terenu – między innymi został rozebrany młyn mieszczący się nad wodą, ale pełniący wówczas funkcję zbiornika przeciwpożarowego staw nie doczekał się oczyszczenia z braku pieniędzy. W 1872 roku przy głównej alei parkowej zamontowano latarnie. W dniu 2 września 1906 roku, z okazji 80 rocznicy śmierci, z inicjatywy prezydenta Kielc Władysława Garbińskiego, został odsłonięty pomnik Stanisława Staszica, który był pierwszym pomnikiem tej osoby na terenie kraju. Autorem pierwszego popiersia wykonanego z żeliwa był Stanisław Szpakowski, jednak z powodu zbyt małych wymiarów w stosunku do całego pomnika zostało ono dwa lata później zastąpione marmurowym, wykonanym przez Wacława Smyczyńskiego. W 1922 roku park zyskał imię Stanisława Staszica. Już po wojnie w 1953 roku swojego pomnika doczekała się także kolejna osoba związana z kielecką ziemią: Stefan Żeromski. Pomnik został zaprojektowany przez Stanisława Sikorę i stanął przy miejscu, gdzie kiedyś mieściła się już rozebrana restauracja. W uroczystym odsłonięciu pomnika uczestniczyła Monika Żeromska, córka pisarza oraz profesor Kazimierz Wyka, na propozycję którego patronem parku został właśnie Żeromski. W 1973 roku nad źródełkiem przy skrzyżowaniu ulic Solnej i Staszica stanęła rzeźba „Przysięga miłości”, której autorem jest Ryszard Wojciechowski. W 1986 roku dokonano zmiany patrona parku i stał się nim ponownie Stanisław Staszic. W 2001 na drzewach umieszczono tabliczki z informacją o gatunkach drzew. 3 lata później przy murze Pałacu Tomasza Zielińskiego została wybudowana ptaszarnia, którą zasiedlono bażantami, kuropatwami, przepiórkami oraz pawiami.

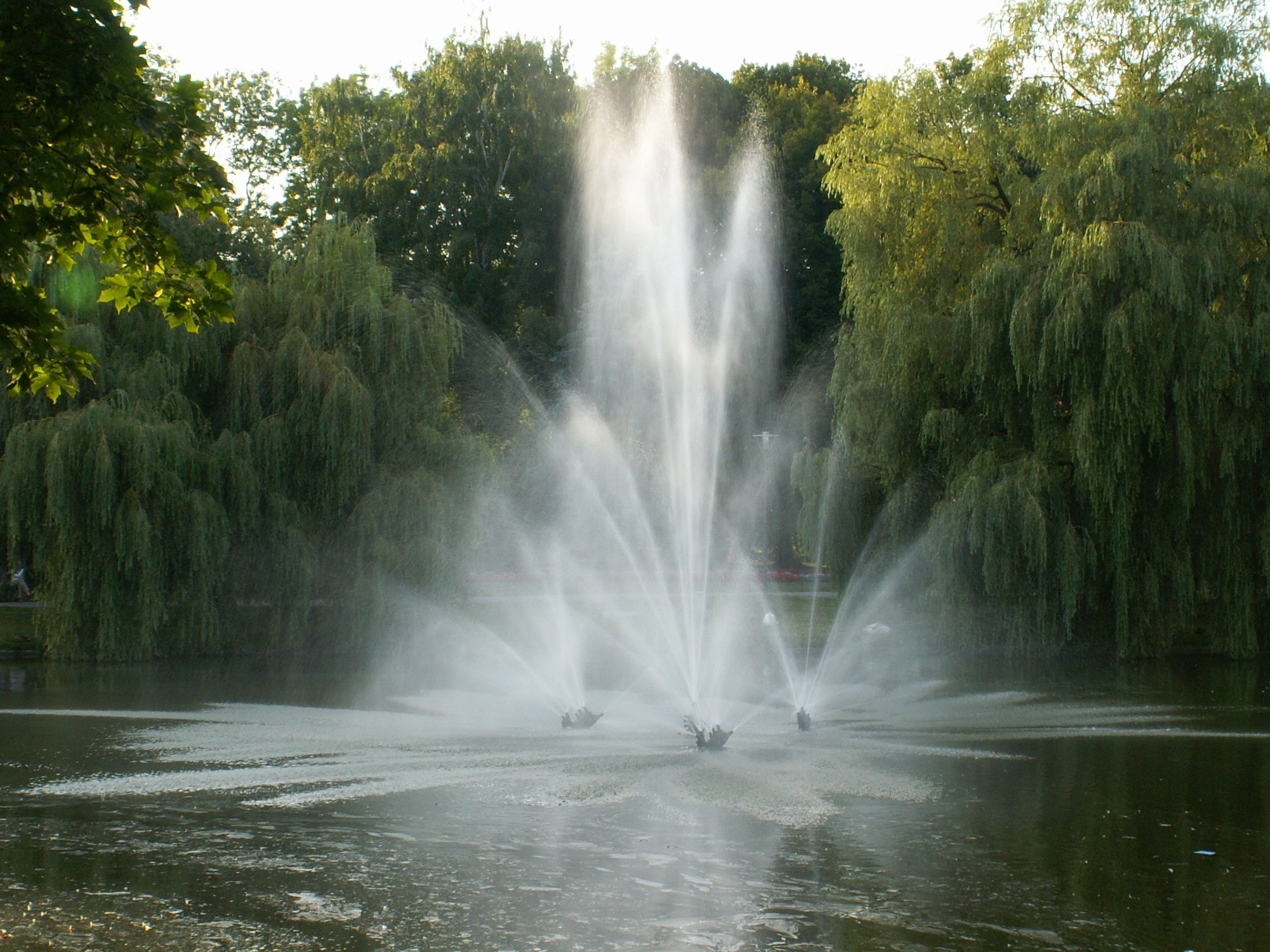
Fontanna w parku miejskim
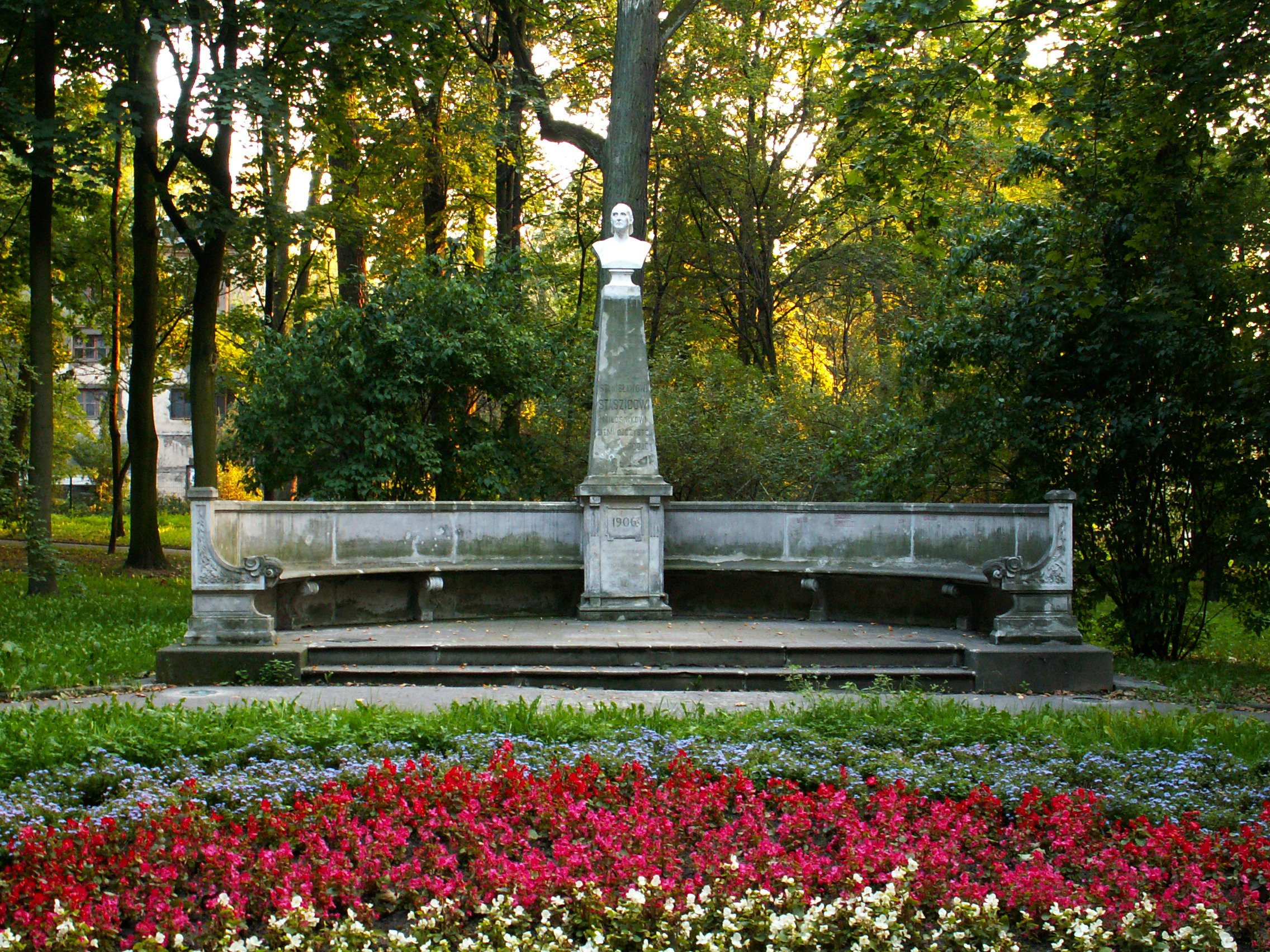
Pomnik Stanisława Staszica, patrona parku
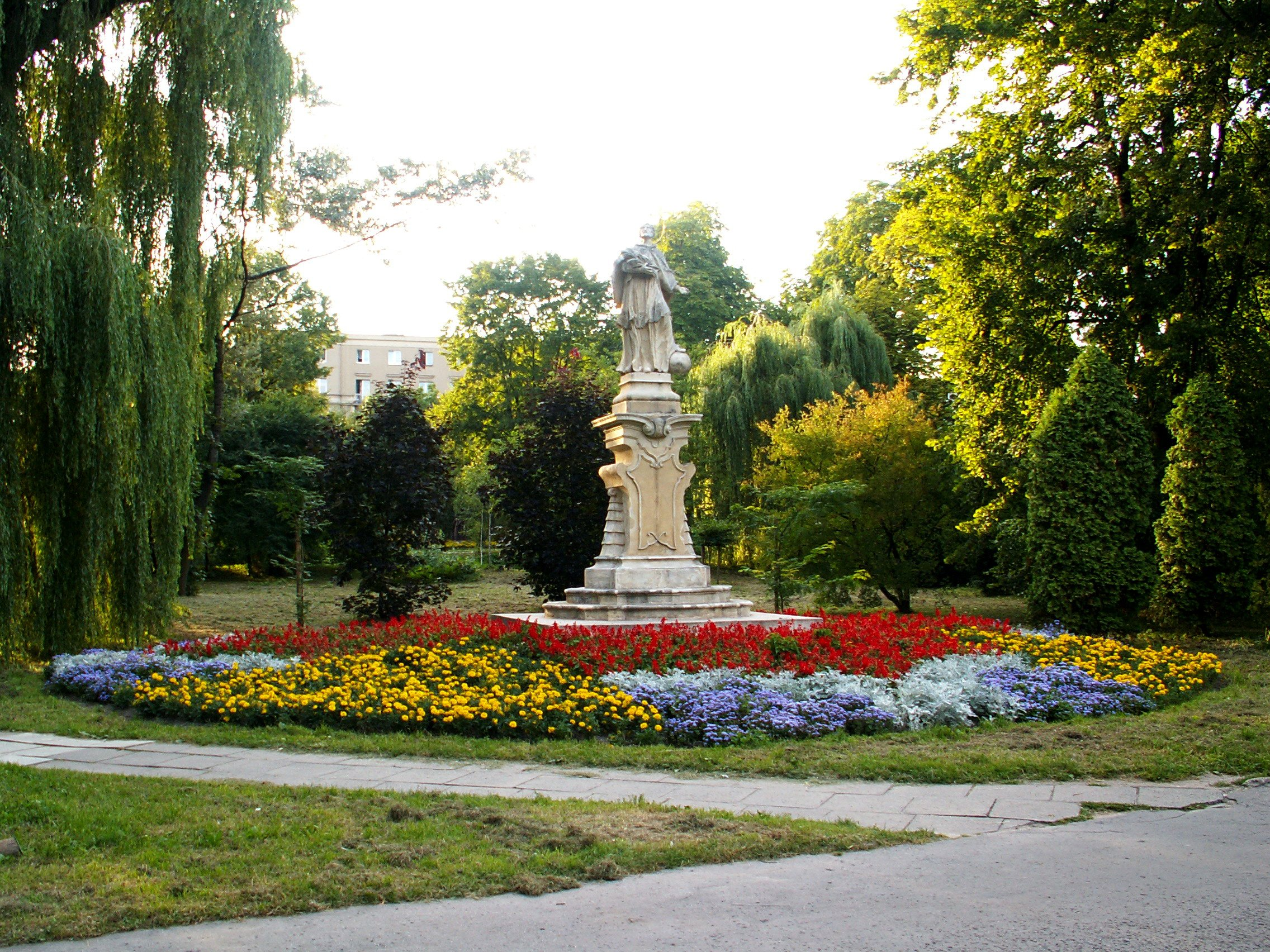
Figura św. Jana Nepomucena w parku miejskim
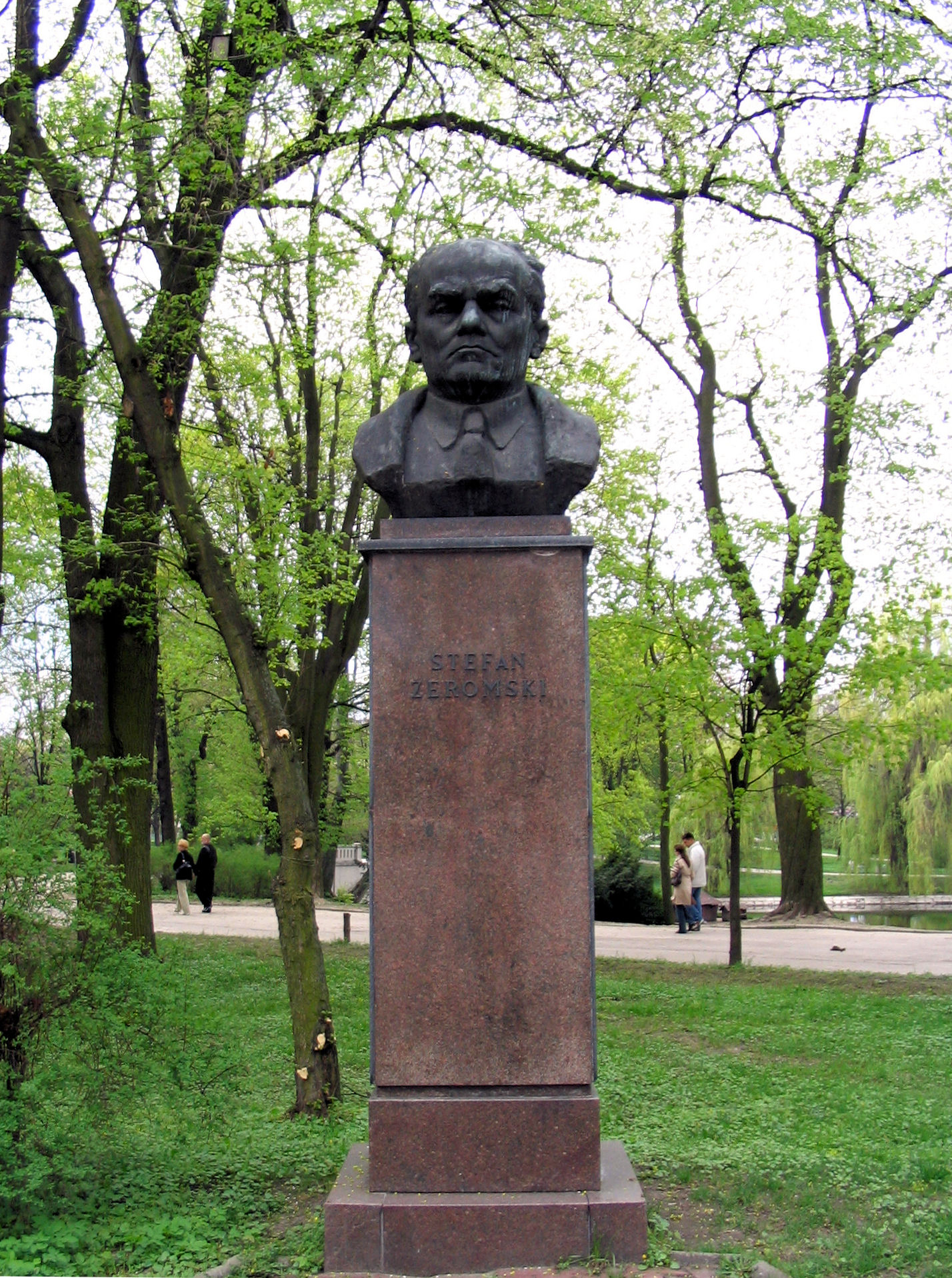
Pomnik Stefana Żeromskiego w miejskim parku
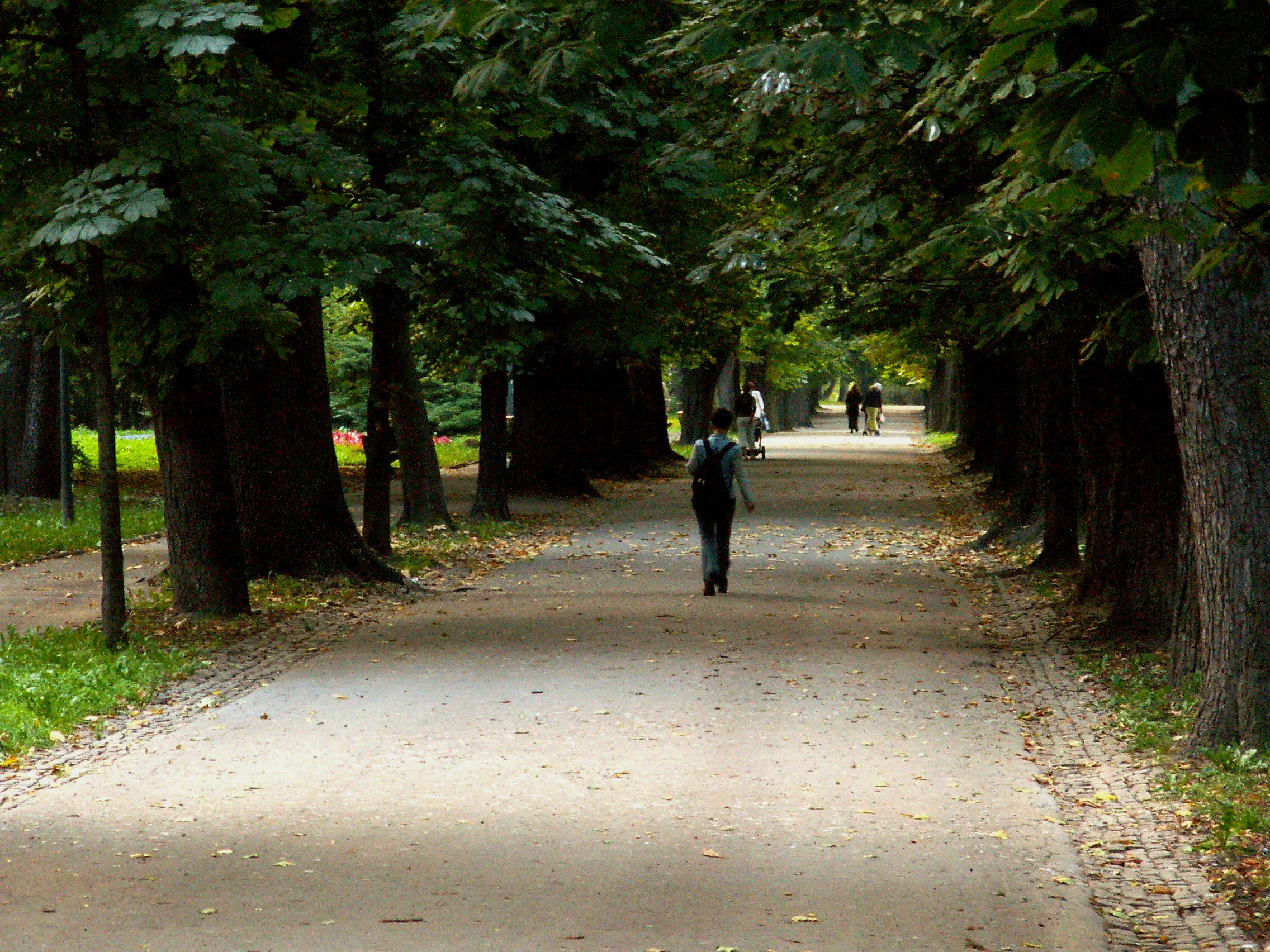
Główna aleja w parku miejskim
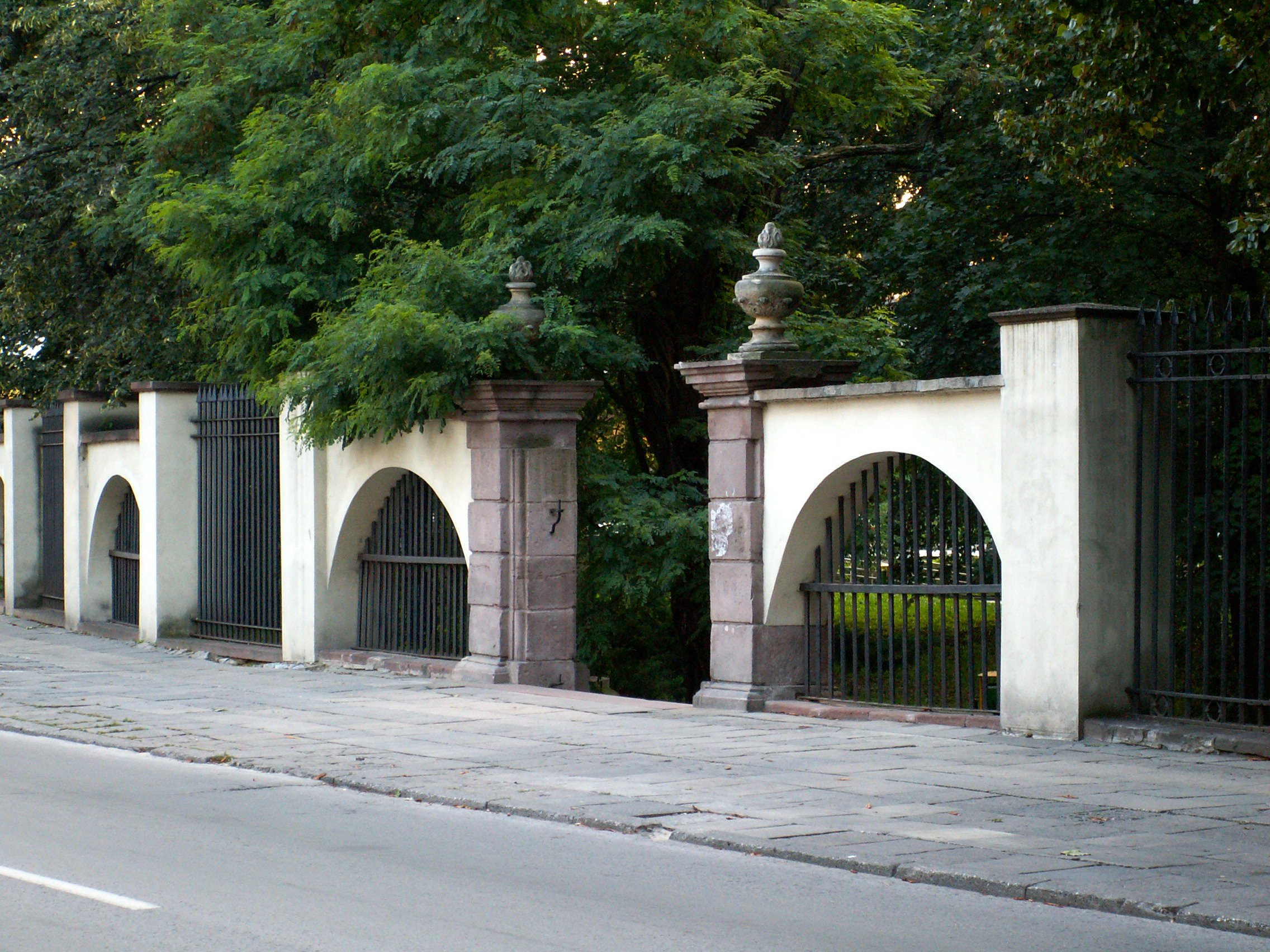
Główna brama wejściowa do parku miejskiego przy ulicy Jana Pawła II
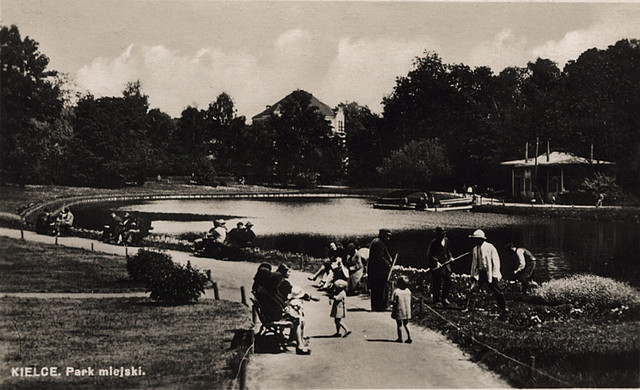
Staw z przystanią w parku miejskim
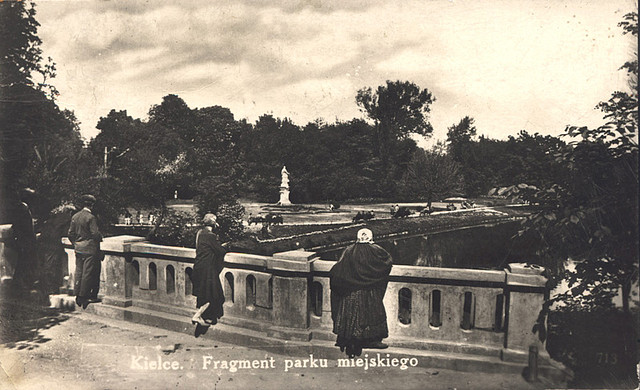
Park miejski, w tle figura św. Jana Nepomucena
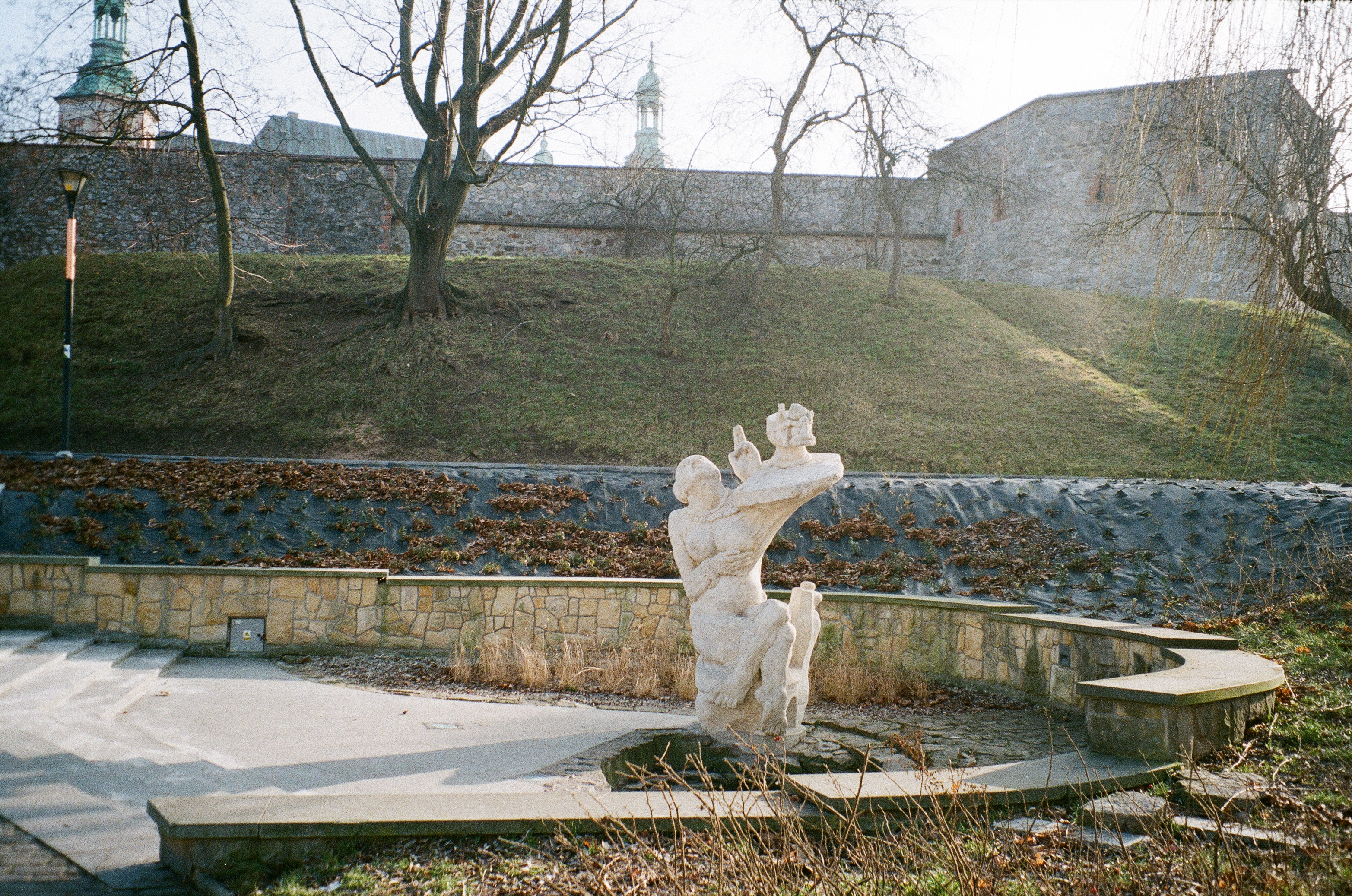
Rzeźba „Przysięga miłości" przy źródle Biruty